# 羽生市立羽生南小学校
羽生市立羽生南小学校（はにゅうしりつ はにゅうみなみしょうがっこう）は埼玉県羽生市南にある公立小学校である。
この学校のゆるキャラは「みなみちゃん」であり、さくまひできが作詞・作曲した「みんなのハッピーみなみちゃん」という曲が存在する。さくまひできは数回この学校を訪れている。

## 沿革
- 1977年（昭和52年）
  - 4月1日 - 羽生市立羽生小学校から分離して開校[1]。
  - 5月23日 - 開校記念日制定。
  - 12月3日 - 校旗・校歌制定。